# Ladislav Ferebauer
Ladislav Ferebauer (nascido em 25 de outubro de 1957) é um ex-ciclista olímpico tchecoslovaco. Representou sua nação nos Jogos Olímpicos de Verão de 1960, na prova de corrida individual em estrada.